# Emil Tot Wikström
Emil Tot Wikström, född 10 oktober 1999, är en svensk fotbollsspelare som spelar för IK Brage.

## Karriär
Tot Wikströms moderklubb är IF Leikin. Därefter spelade Tot Wikström för Snöstorp Nyhem FF innan han 2012 gick till Halmstads BK. Inför säsongen 2018 flyttades Tot Wikström upp i A-laget. Han debuterade i Superettan den 23 maj 2018 i en 0–0-match mot Landskrona BoIS. Tot Wikström spelade 27 ligamatcher och gjorde nio mål under säsongen 2020, då Halmstads BK blev uppflyttade till Allsvenskan.
I november 2022 värvades Tot Wikström av IK Brage, där han skrev på ett treårskontrakt.